# Dušan Kosič
Dušan Kosič (Lubiana, 23 aprile 1971) è un allenatore di calcio ed ex calciatore sloveno, di ruolo centrocampista, tecnico della Lokomotiv Plovdiv.

## Palmarès

### Giocatore

#### Competizioni nazionali
- Coppa di Slovenia: 4

Olimpia Lubiana: 1995-1996, 1999-2000, 2002-2003
Rudar Velenje: 1997-1998

### Allenatore

#### Competizioni nazionali
- Campionato sloveno: 1

Celje: 2019-2020